# 科孚事件
科孚事件（Corfu incident）是1923年墨索里尼统治下的意大利王国和希腊王国之间发生的一宗外交事件。当年一名意大利將軍恩里科·泰利尼（Enrico Tellini）在希臘被殺，意國即炮轟並佔領希臘所屬的科孚島；國際聯盟插手，希臘得以賠款取回屬地。